# James Dreyfus
James Dreyfus, född 9 oktober 1968 i Frankrike, är en brittisk skådespelare. Dreyfus är mest känd för rollerna som polisassistent Kevin Goody i Mitt liv som snut, bokhandelsbiträdet Martin i Notting Hill och pastor Roger i Mount Pleasant.

## Filmografi i urval
- 1995 – Helt hysteriskt (TV-serie)
- 1995-1996 - Mitt liv som snut (TV-serie)
- 1996 - Boyfriends
- 1999 – Notting Hill
- 1999-2001 - Gimme Gimme Gimme (TV-serie)
- 2000 – Bette (TV-serie)
- 2004 – Agent Cody Banks 2: Destination London
- 2005 – Me, Myself & Kubrick
- 2011 – The Sarah Jane Adventures (TV-serie)
- 2012 – Morden i Midsomer (TV-serie)
- 2012-2015 - Mount Pleasant (TV-serie)
- 2015 – Fader Brown (TV-serie)
- 2019 – Agatha Raisin – privatdetektiv (TV-serie)